# Bessie Head
Bessie Head, född 6 juli 1937 i Pietermaritzburg, Natal, död 17 april 1986 i Botswana, var en sydafrikansk författare.

## Biografi
Bessie Head, vars mor var vit och far "icke-vit", föddes under en tid där interrasiala sexuella relationer var förbjudna i Sydafrika. Hon växte upp i fosterfamilj och placerades sedan på barnhem i Durban.  Hon utbildade sig till lärare vid Umbilo Road High School. 1958 flyttade Head till Kapstaden och började, som enda kvinna, arbeta som journalist för tidningen Golden City Post. 1959 flyttade hon sedan vidare till Johannesburg där hon engagerade sig politiskt i bland annat Pan Africanist Congress. 1961 gifte hon sig med journalisten Harold Head och de fick ett barn. Tillsammans med sin son lämnade Head senare Sydafrika för Botswana och levde i landet som flykting i femton år. Hon återupptog där arbetet som lärare och författade sina första böcker.
Hennes böcker behandlar ämnen som rasism, sexism, fattigdom och människors livsöden i det postkoloniala tillståndet.
2003 tilldelades hon postumt Ikhamangaorden för sitt författarskap.

## Verk översatt till svenska
- När regnmolnen hopas, 1984 (When rain clouds gather 1968)

## Övriga verk
- Maru, 1971
- A question of power, 1973
- The collector of treasures, 1977 (novellsamling)
- Serowe: village of the rain wind, 1981 (intervjuer med lokalbefolkningen i Serowe)
- A bewitched cross-road: an African saga, 1984 (Botswanas historia)
- Tales of tenderness and power, 1989
- A woman alone, 1990 (självbiografi)
- The cardinals: with meditation and stories, 1991
- A gesture of belonging: letters from Bessie Head, 1965-1979